# Joaquín Nazar
Joaquín Nazar (Buenos Aires, 1784-1820) fue un militar argentino que participó en la guerra de independencia de su país.

## Biografía
Estudió en el Real Colegio de San Carlos de su ciudad natal y se dedicó al comercio. Por razones comerciales viajó asiduamente a Mendoza.
Luchó contra las Invasiones Inglesas, enrolándose en el cuerpo de Montañeses –después llamado de Voluntarios del Río de la Plata– con actuación destacada. Permaneció en el ejército y participó en la represión de la asonada de Álzaga, de enero de 1809.
Después de la Revolución de Mayo, se incorporó al regimiento de Granaderos de Infantería, y bajo el mando del coronel Florencio Terrada participó en el primero y segundo sitios de Montevideo, con una actuación destacada en la batalla de Cerrito. En 1815 estuvo destinado a la guarnición de Montevideo, bajo las órdenes de Soler.
Trasladado a Buenos Aires, formó parte del contingente que viajó con  el general Soler a Mendoza, incorporándose al Ejército de los Andes. Cruzó a Chile y luchó en las batallas de Chacabuco, Cancha Rayada y Maipú. Por méritos de guerra, el director Supremo Bernardo O'Higgins lo ascendió al grado de general del ejército chileno.
Regresó a fines de 1818 a Mendoza, donde fundó una bodega de vinos, reputada en su tiempo como la mejor del país. Formó familia en esa provincia, casándose con una hermana del fraile y posteriormente caudillo José Félix Aldao. Se le reconoció el grado de teniente coronel de infantería, llegando más tarde al grado de coronel.
En 1820 viajó a Buenos Aires, para evitar la crisis política desatada ese año en Cuyo. Falleció ese mismo año, mientras ayudaba a reprimir un motín de presos en Buenos Aires.
Fue el padre del militar y gobernador mendocino Laureano Nazar.